# Platibanda

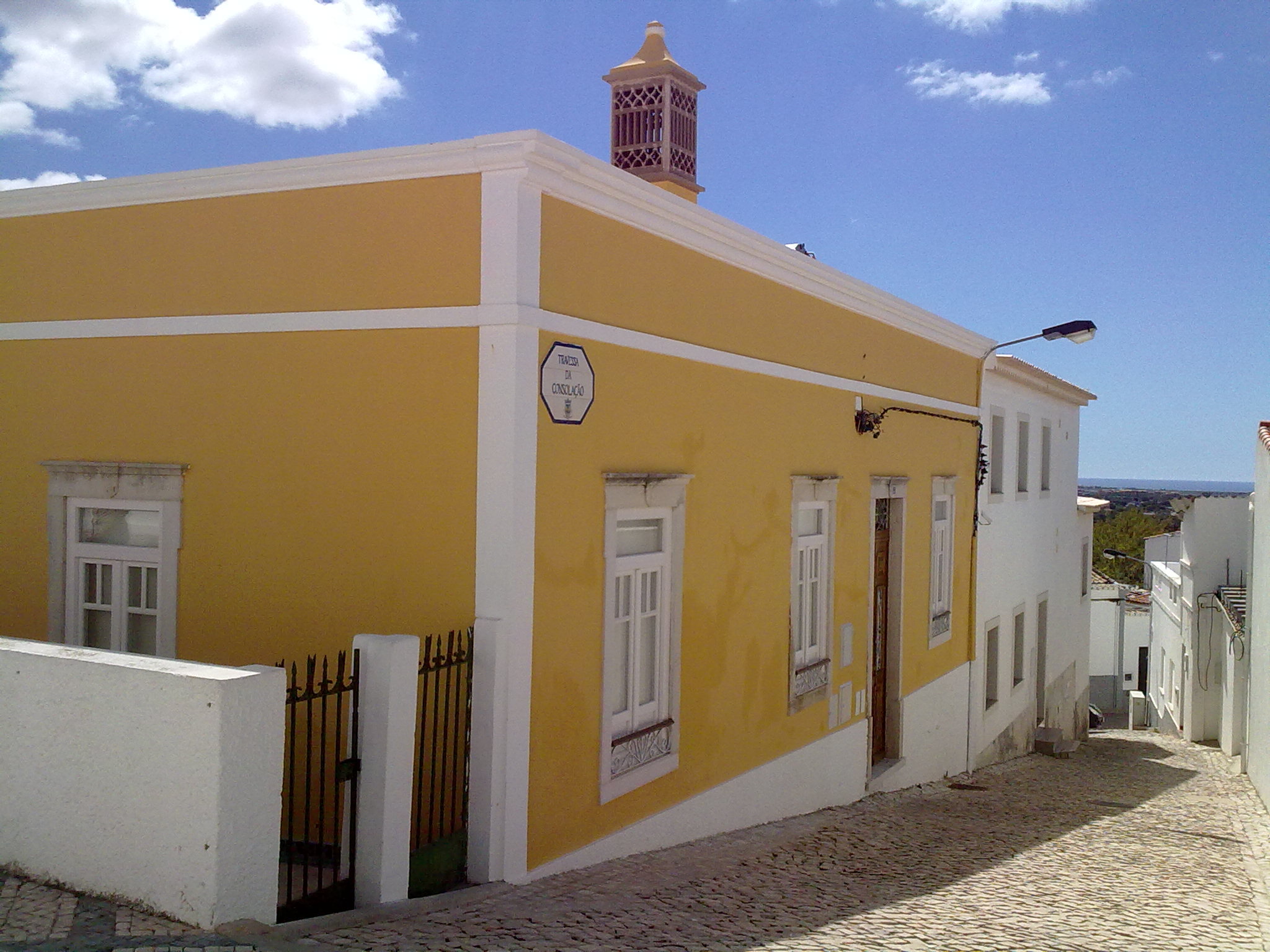
Casa típica do Algarve, no Sul de Portugal, com platibanda e chaminé algarvia.

Platibanda é o termo arquitectónico designa uma faixa vertical (muro ou grade) que emoldura a parte superior de um edifício e que tem a função de esconder o telhado. Podendo ser utilizado em diversos tipos de construção, como casas e igrejas, tornou-se um ornamento característico durante o estilo gótico. É o principal elemento característico das casas típicas da região do Algarve, em Portugal.
Modernamente, é comum o uso de platibandas em casas que foram residenciais e passaram a abrigar algum tipo de comércio. Para esconder a antiga vocação do imóvel, moderniza-se a fachada e coloca-se uma platibanda (que pode ser uma parede mais alta que o telhado, para assim escondê-lo e tirar a aparência de casa). 
Em Portugal, a ornamentação do coroamento das edificações foi utilizada amplamente entre o Romantismo até o início do século XX; e possuía o mesmo efeito das ornamentações de arquitetura inspirada na Antiguidade Clássica. No Brasil, o neoclássico foi o estilo mais usado em um determinado período de tempo e "o uso da platibanda era regra absoluta".
| “ | (...) Para fazer jus a ser classificado como neoclássico, bastava o edifício possuir duas características básicas: ocultar o telhado com uma mureta de alvenaria, chamada platibanda (eliminando assim o beiral); e ter as vergas de portas e janelas na forma de um arco de 180 graus, chamado arco pleno. Outros elementos do neoclássico brasileiro, como os frontões triangulares; os adornos instalados sobre as platibandas (pinhas, pequenos obeliscos, estátuas, vasos, de estuque ou porcelana) e os arcos e as colunatas de pedra, só eram usados pelas pessoas mais ricas e pelo Estado. (...) | ” |

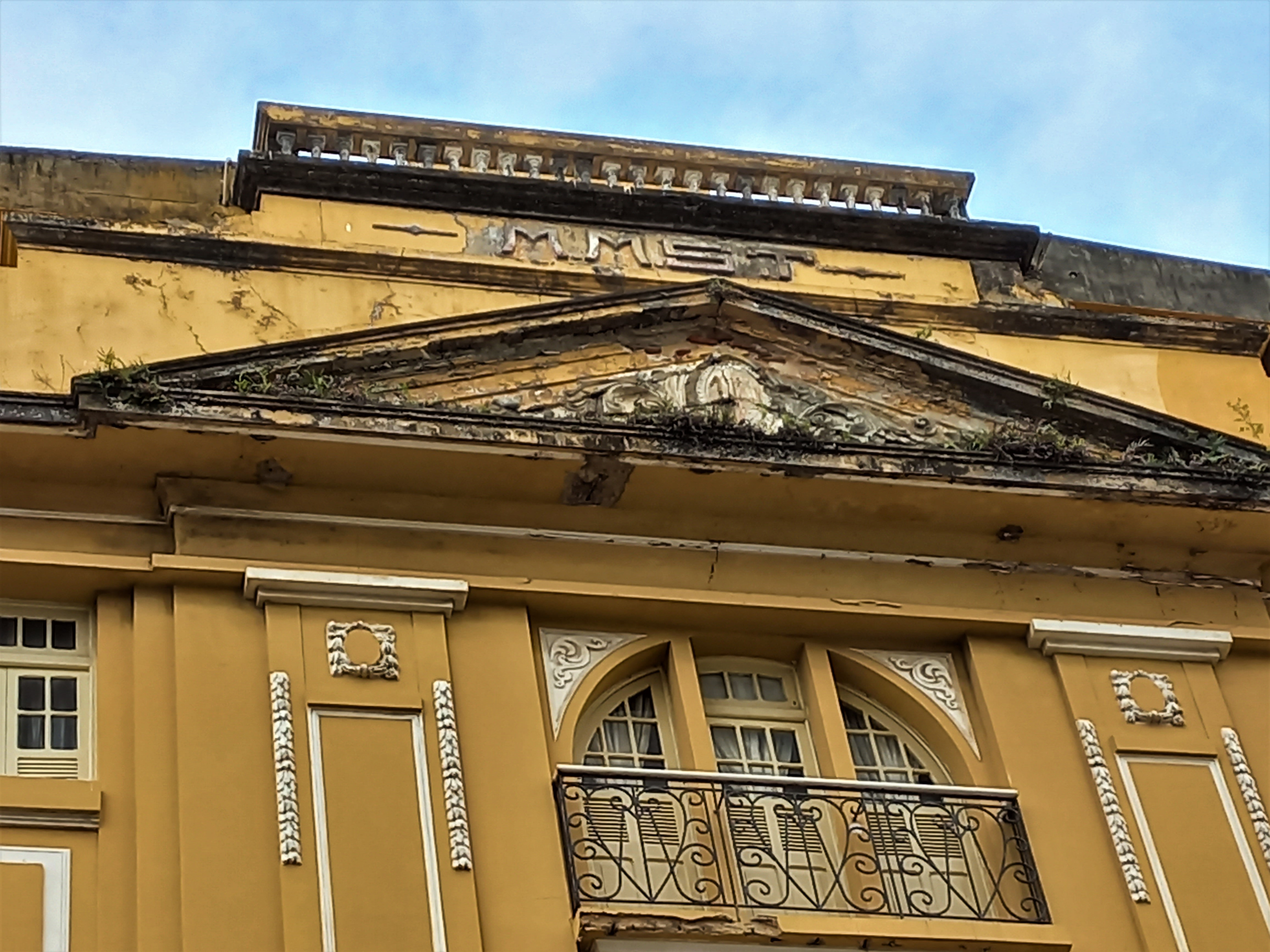
Platibanda do Hotel Ilhéus com iniciais, em Ilhéus-BA.

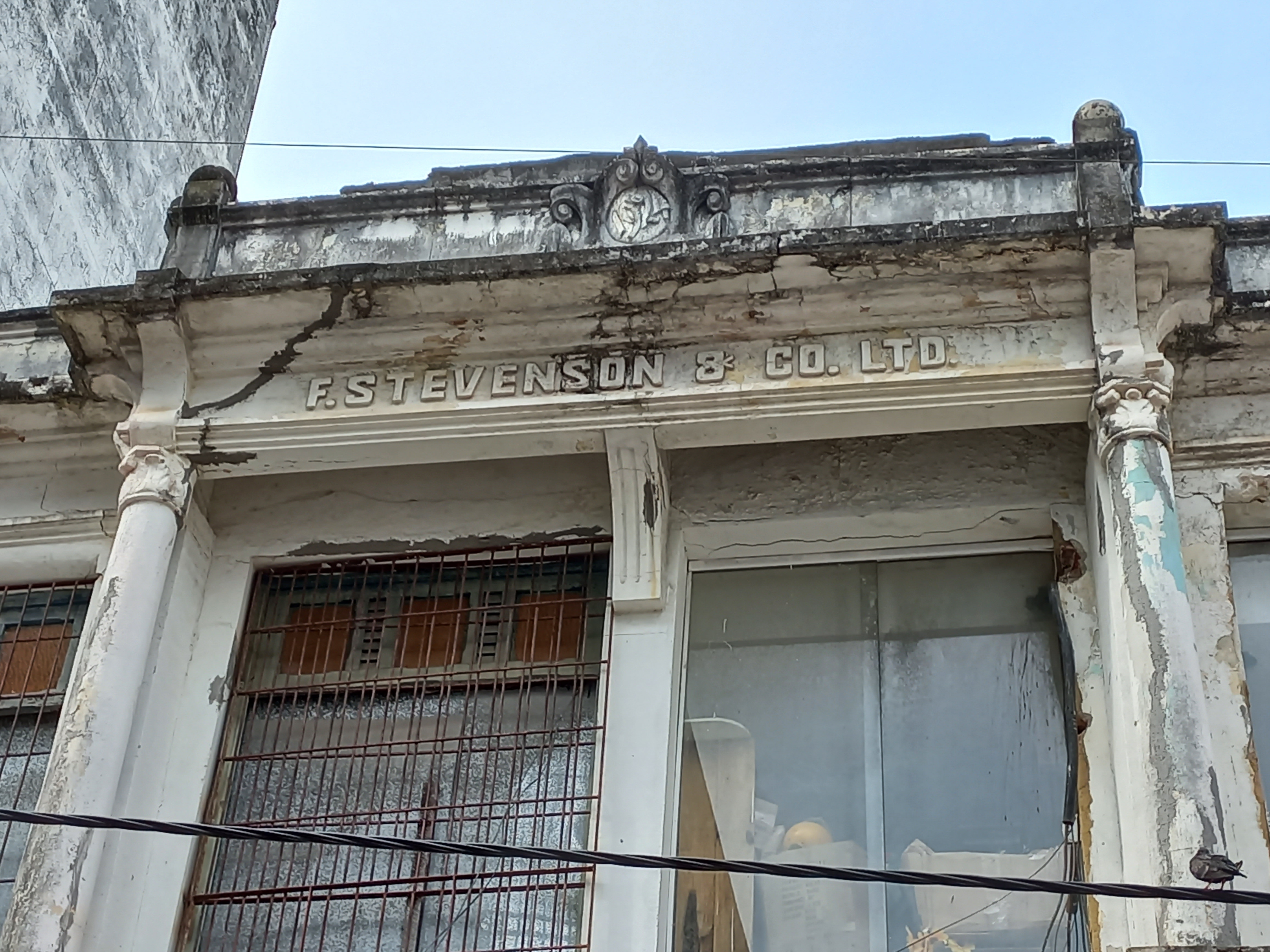
Platibanda da Antiga Farmácia Cabral com nome de empresa, em Ilhéus-BA.

A regra do estilo chegou ao ponto de que, em  1886, o  Código  de  Posturas de  São  Paulo indicou a obrigatoriedade nacional do uso de platibandas. Naquela época, a arquitetura erudita tinha como uma de suas características o telhado em duas águas que, na frente da edificação, terminava em um pequeno beiral. Desse modo, a platibanda substituía o pequeno beiral e evitava a queda das águas do telhado sobre quem passasse pelas calçadas. Ou seja, em princípio, as platibandas eram uma medida higienista, mas, com o tempo, a elas foram também incorporados diversos elementos decorativos. No Recife-PE, o uso da platibanda passou a ser obrigatório ainda antes, a partir de 1830, quando o engenheiro alemão João Bloem foi contratado pela Câmara Municipal para coordenar a modernização urbana da cidade. O mesmo impôs "a reforma das biqueiras e a colocação de platibandas com cornijas". Na cidade de Belém-Pará-Brasil, a norma foi imposta pela Secretaria de Obras do Município entre os anos 1900 e 1940, e exigia que o proprietário, para realizar qualquer melhoramento na edificação, também executasse a construção de platibandas com calhas. Também o Código de Posturas da cidade do Salvador-BA, de 1921, foi publicado com os mesmos objetivos e, na postura de número 35, lê-se:
| “ | Fica proibida a construção ou reconstrução de prédios, assim como a modificação dos frontispícios os mesmos, com beiras de telhados, nas quais as telhas e biqueiras sejam aparentes, estendendo-se esta medida às laterais visíveis da rua. Nos edifícios, cuja forma não seja de chalet, ou construções semelhantes, os telhados deverão ser encobertos por platibandas que encimem as cornijas ou entablamento, sendo as biqueiras colocadas de forma a não serem vistas exteriormente (p. 19). | ” |

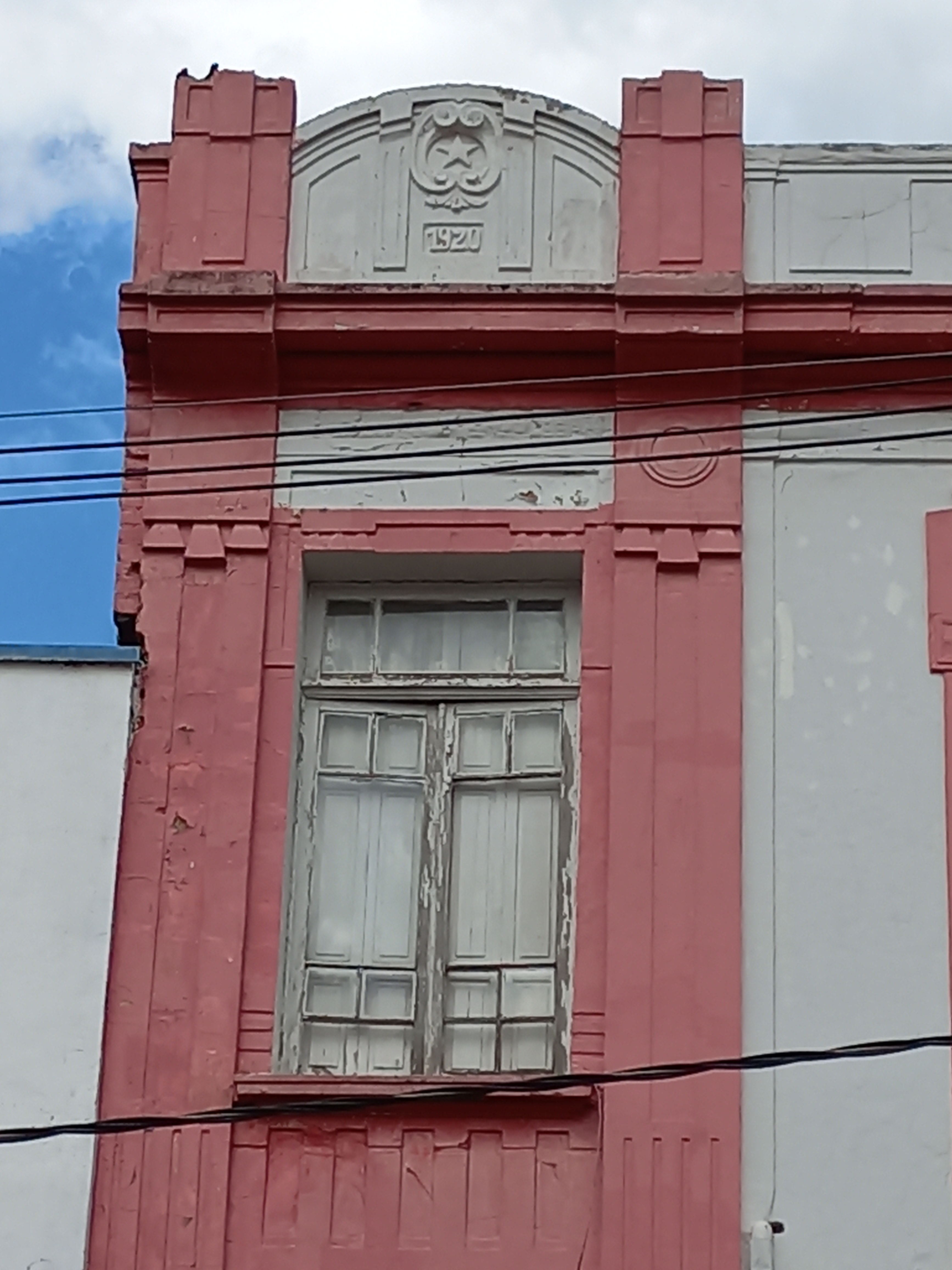
Platibanda de edificação em São Carlos-SP onde se vê um ano gravado.

 Essa mudança construtiva foi possível por conta da abertura dos portos brasileiros para o mercado mundial, que possibilitou a importação de equipamentos e também elementos decorativos. No Brasil, as platibandas de prédios públicos e religiosos passaram a ser ornadas desde os anos 1800, inicialmente com ornamentos em pedra e depois em cerâmica, que indicavam a função da edificação, por meio do revivalismo. "Os ornamentos nas platibandas simbolizavam riqueza e erudição, por ser atribuídos à elite, desde a época Moderna". Os ornamentos cerâmicos vitrificados provinham da Revolução Industrial na Europa, principalmente de fábricas portuguesas, e eram escolhidos em catálogos. Nos séculos XIX e XX, havia também elementos em cantaria ou argamassa, produzidos localmente, divulgados nos jornais e vendidos em armazéns locais e lojas de materiais de construção.
A popularização dos ornamentos das platibandas chegou ao interior do Nordeste quando os construtores locais visitavam as capitais e se inspiravam em suas edificações. Os ornamentos das platibandas refletiam não só os gostos dos construtores e dos proprietários, mas também são importantes fontes de dados históricos e identitários: muitas das platibandas apresentam a data da construção da edificação, signos da cultura dos primeiros proprietários, iniciais ou nomes dos estabelecimentos comerciais que ali funcionavam.